# Íñigo López de Mendoza, 1.º Marquês de Santillana
Íñigo López de Mendoza y de la Vega, 1º Marquês de Santillana (Carrión de los Condes, Palência, 19 de agosto de 1398 - Guadalajara, 25 de março de 1458), foi humanista, poeta, bibliófilo, militar e estadista espanhol.  Ocupou papel proeminente na sociedade e na literatura espanhola durante o reinado de João II, rei de Castela e Leão.

## Biografia
Era descendente de uma família nobre vasca sempre com tendências literárias: seu avô, Pedro González de Mendoza (1340-1385), e seu pai Diego Hurtado de Mendoza (1367-1404), almirante de Castela, foram também poetas.  Esteve sempre ligado com as figuras literárias da sua época, tal como o chanceler Pero López de Ayala (1332-1407), Fernán Pèrez de Gusmán (1370-1460) e Gómez Manrique (1412-1490).
Também seus filhos deram continuidade à sua obra literária e no papel de mecenas culturais, sobretudo o grande cardeal Pedro González de Mendoza (1428-1495).  Sua mãe, Leonor Lasso de la Vega († 1432), foi a riquíssima Senhora da Casa de la Vega, a qual esteve casada em primeiras núpcias com Juán Téllez de Castilla (1359-1385), 2º Senhor de Aguilar de Campoo e filho do infante Tello de Castilla (1337-1370).
Seu pai faleceu quando ele tinha cinco anos, o que exigiu que a sua mãe, Leonor, tivesse que atuar com grande habilidade para conservar o patrimônio da família.  Parte da sua infância ele passou na casa de sua avó, Mencia de Cisneros.  Posteriormente, foi educado pelo seu tio, o arquidiácono Gutierre, que mais tarde se tornaria Arcebispo de Toledo.  Muito jovem, Iñigo se casou em Salamanca em 1412 com Catalina Suárez de Figueroa, filha de Lorenzo I Suárez de Figueroa (1345-1409), Mestre de Santiago, com o qual seu patrimônio aumentou significativamente, tornando-o um dos nobres mais poderosos de sua época.
Pouco depois, partiu para Aragão, junto com a comitiva de Fernando I de Aragão (1380-1416), quando foi copeiro do novo rei Afonso V de Aragão (1396-1458), onde sem dúvida teve a oportunidade de conhecer obras de poetas em provençal e catalão, as quais menciona em sua publicação de Proemio.  Literariamente deve sua formação à corte de Aragão, onde teve acesso aos clássicos do humanismo (Virgílio, Dante, ...) e à poesia trovadoresca ao lado de Enrique de Villena (1384-1434).  Em Barcelona, teve relações de amizade com Jordi de Sant Jordi (1399-1424), copeiro, e Ausiàs March (1397-1459), poeta e falconeiro real.  Em Aragão, teve estreitas relações de amizade com os infantes de Aragão, em cujo partido militou até 1429.  Foi alí que em setembro de 1417 nasceu seu primogênito, Diego Hurtado de Mendoza y Suárez de Figueroa, futuro duque do Infantado.
Retornou a Castela na época do juramento ao rei João II de Castela e participou nas lutas de poder entre Henrique de Aragão e Álvaro de Luna, tendo apoiado o grupo do primeiro.  Esteve junto a ele no golpe de Tordesilhas (1420) e durante o cerco do castelo de Puebla de Montalbán, em dezembro de 1420.  Após a prisão de Don Henrique, retornou para as suas propriedades de Hita e Guadalajara.  Em 1428, nasceu em Guadalajara seu sexto filho, aquele que seria o cardeal Mendoza .
Como político, procurou a partir de 1422 imiscuir-se o menos possível nos assuntos de Estado e manteve durante toda a sua vida a fidelidade ao rei João II.  Ele o levou a inimizar-se primeiro com os infantes de Aragão em 1429, quando decidiu não apoiar a invasão de Castela no verão daquele ano; e mais tarde, a partir de 1431, se inimizaria com o conselheiro real Álvaro de Luna; mais tarde voltaria a militar na facção dos aragoneses.
Na Primeira Batalha de Olmedo (1415) esteve nas filas do exército real, para o qual o rei lhe concedeu o título de Marquês de Santillana e do condado desse título.  No ano anterior, em 1444, ele teria recebido a confirmação real do privilégio em seu favor dos direitos pertinentes à Coroa nas Astúrias de Santillana.
Don Iñigo contribuiu abertamente para a queda de don Álvaro de Luna (1453) e contra ele escreveu a sua obra: Doctrinal de privados; desde então começou a se afastar das atividades políticas.  A sua última participação se deu na campanha contra o reino nazarí de Granada de 1455, e sob o reinado de Henrique IV de Castela (1425-1474).  Nesse mesmo ano, morreu sua mulher, dona Catalina de Figueroa, e o marquês se reclusa em seu palácio em Guadalajara para permanecer em paz e estudando os últimos anos de sua vida.  Em 8 de maio de 1455 fez seu testamento, quando ainda se encontrava em Guadalajara.
Homem de grande cultura, chegou a reuniur uma importante biblioteca, que mais tarde se tornaria a famosa Biblioteca de Osuna, e fez parte do círculo de brilhantes humanistas que o mantinham informado com relação às novidades literárias italianas, como por exemplo Juan de Mena, ou seu secretário e criado.  Diego de Burgos compôs um poema erudito por ocasião do seu falecimento cujo título era: O Triunfo do Marquês.
Don Iñigo López de Mendoza é o pai e o primeiro da poderosa casa ducado do infantado, Grandes da Espanha.
Faleceu em seu palácio de Guadalajara em 25 de Março de 1458.

## Descendência
- Diego Hurtado de Mendoza y Suárez de Figueroa (1417-1479), 1º Duque do Infantado.
- Pedro Lasso de Mendoza, Senhor do valle del Lozoya.[6]
- Íñigo López de Mendoza y Figueroa (1419-1479),[7] segundo filho do Marquês de Santillana e primeiro conde de Tendilla.
- Mencía de Mendoza, esposa de Pedro Fernández de Velasco y Manrique de Lara,[8] Conde de Haro. Foi sepultada junto a seu marido na Capela do Condestável,[9] na Catedral de Burgos.
- Lorenzo Suárez de Mendoza y Figueroa, Conde de la Coruña.
- Pedro González de Mendoza (1428-1495), eclesiástico e cardeal espanhol.
- Juan Hurtado de Mendoza, Senhor de Colmenar, El Cardoso y El Vado (Província de Guadalajara).
- María de Mendoza, esposa de Pero Afán de Ribera, Conde de los Molares.
- Leonor de la Vega y Mendoza, esposa de Gastón de la Cerda Sarmiento (1414-1454),[10] Conde de Medinaceli.
- Pedro Hurtado de Mendoza, Senhor de Tamajón.

## Obras
Foi um dos primeiros historiadores da literatura espanhola e se preocupou com questões de poética, como demonstra o prólogo que colocou em suas obras, o Proemio e Carta ao Condestável Pedro de Portugal (1429-1466). Toda a sua obra pode ser inserida dentro da Escola alegórico-dantesca; foi sem dúvida nenhuma ardoroso admirador de Dante Alighieri na Espanha, e também assimilou quanto pode do humanismo de Petrarca e de Boccaccio.
É especialmente lembrados pelas suas serranillas, pequenos poemas de arte menor que tratam do encontro entre um cavaleiro e uma camponesa, à imitação das poesias pastorais francesas, porém inspiradas numa tradição popular autóctone própria.  Foi o primeiro autor a escrever sonetos em castelhano, versos de origem italiana pouco conhecidos ainda em Castela: os 42 sonetos criados à moda italiana.  Sua obra principal dentro do estilo alegórico-dantesco foi a Comedieta de Ponza, onde descreveu a batalha naval homônima em dísticos reais.  Além deles, escreveu poemas alegóricos e doutrinais (dezires) e cancioneiros líricos, tendo recompilado uma das primeiras coleções paremiológicas em castelhano: os Refranes que dicen las viejas tras el fuego (Refrões que dizem as velhas após o incêndio).
A partir de um estudo feito por Rafael Lapesa (1908-2001), podemos distinguir:
- Poesia
  - Lírica menor, onde se destacam as Serranillas e as Canciones y decires líricos.
  - Sonetos
  - Dizeres narrativos, onde se destacam o Triunphete de Amor, El infierno de los enamorados e a Comedieta de Ponça.
  - Poesia moral, política e religiosa, cuja obra mais conhecida possivelmente é Bias contra Fortuna.

- Prosa
  - Escritos morais e políticos, como a Lamentaçion de Spaña.
  - Escritos literários: o Proemio ou Proemia e carta ao condestável don Pedro de Portugal.
  - Escritos exegéticos: Glosa a los Provérbios.
  - Recompilações: Refranes que dicen las viejas tras el fuego.